# 1. československá liga v házené mužů 1982/1983
Předchozí sezóna: 1981/82
Následující sezóna: 1983/84

## Stupně vítězů
| Zlato       | Stříbro    | Bronz             | 4 místo     |
| ----------- | ---------- | ----------------- | ----------- |
| Dukla Praha | VSŽ Košice | Lokomotíva Trnava | Škoda Plzeň |

## Systém soutěže
Nejvyšší soutěže v házené mužů na území Československa se v sezóně 1982/83 zúčastnilo celkem 12 klubů. Hrálo se dvoukolově systémem každý s každým, poté se mužstva rozdělila do tří skupin, kde se utkala čtyřkolově každý s každým.

## Konečná tabulka
| Poř. | Tým                     | Z  | V  | R | P  | VG  | OG  | B  |
| ---- | ----------------------- | -- | -- | - | -- | --- | --- | -- |
| 1.   | Dukla Praha             | 34 | 29 | 3 | 2  | 863 | 672 | 61 |
| 2.   | VSŽ Košice              | 34 | 19 | 4 | 11 | 819 | 761 | 42 |
| 3.   | Lokomotíva Trnava       | 34 | 16 | 3 | 15 | 798 | 649 | 35 |
| 4.   | Škoda Plzeň             | 34 | 13 | 5 | 16 | 734 | 772 | 31 |
| 5.   | Tatra Kopřivnice        | 34 | 17 | 5 | 12 | 779 | 758 | 39 |
| 6.   | Slavia Praha            | 34 | 15 | 4 | 15 | 735 | 705 | 34 |
| 7.   | Baník Karviná           | 34 | 14 | 4 | 16 | 739 | 773 | 32 |
| 8.   | Tatran Prešov           | 34 | 10 | 5 | 19 | 672 | 719 | 25 |
| 9.   | ZŤS Martin              | 34 | 16 | 1 | 17 | 737 | 755 | 33 |
| 10.  | Poľnohospodár Topoľčany | 34 | 12 | 8 | 14 | 725 | 740 | 32 |
| 11.  | Baník Ostrava           | 34 | 12 | 4 | 18 | 686 | 752 | 28 |
| 12.  | Secheza Lovosice        | 34 | 4  | 8 | 22 | 725 | 823 | 16 |

## Tabulka po 22. kole
| Poř. | Tým                     | Z  | V  | R | P  | VG  | OG  | B  |
| ---- | ----------------------- | -- | -- | - | -- | --- | --- | -- |
| 1.   | Dukla Praha             | 22 | 17 | 3 | 2  | 550 | 428 | 37 |
| 2.   | VSŽ Košice              | 22 | 16 | 3 | 4  | 539 | 469 | 34 |
| 3.   | Lokomotíva Trnava       | 22 | 12 | 3 | 7  | 479 | 471 | 27 |
| 4.   | Škoda Plzeň             | 22 | 10 | 3 | 9  | 496 | 487 | 23 |
| 5.   | Slavia Praha            | 22 | 9  | 3 | 10 | 476 | 461 | 21 |
| 6.   | Tatran Prešov           | 22 | 9  | 3 | 10 | 443 | 444 | 21 |
| 7.   | Baník Karviná           | 22 | 10 | 1 | 11 | 453 | 490 | 21 |
| 8.   | Tatra Kopřivnice        | 22 | 8  | 3 | 11 | 508 | 515 | 19 |
| 9.   | Poľnohospodár Topoľčany | 22 | 6  | 5 | 11 | 469 | 495 | 17 |
| 10.  | ZŤS Martin              | 22 | 8  | 1 | 13 | 460 | 505 | 17 |
| 11.  | Baník Ostrava           | 22 | 7  | 2 | 13 | 430 | 499 | 16 |
| 12.  | Secheza Lovosice        | 22 | 3  | 5 | 14 | 466 | 523 | 11 |

Poznámky:
Z = Odehrané zápasy; V = Vítězství; R = Remízy; P = Prohry; VG = Vstřelené góly; OG = Obdržené góly; B = Body